# 警察VS警察官
『警察vs警察官』（けいさつバーサスけいさつかん）は、原田宏二の著作。2006年に講談社から刊行。前著『警察内部告発者』で明らかにされた裏金問題や警察組織の極端な上意下達性を、実例を挙げてさらに掘り下げる。警察組織と摩擦を起こした三人の警察官が登場する。一人目は、現職警官で初めて実名告発を行った仙波敏郎。二人目は、拳銃摘発のために組織ぐるみの違法捜査に加担したが、上司に全ての経緯を報告していたのにもかかわらず、一人だけ懲戒免職にされた長崎県警元警部。三人目は、年長者である部下の巡査部長に紹介された店で数回ほど割引で飲食しただけなのに収賄の濡れ衣を着せられ依願退職に追い込まれた高知県警警部。三人への取材を元に原田が、自らの警官経験と照らし合わせながら、彼らを圧迫していった警察組織に鋭く切り込む。